# Justicia angustissima
Justicia angustissima är en akantusväxtart som beskrevs av A.L.A.Côrtes och Rapini. Justicia angustissima ingår i släktet Justicia och familjen akantusväxter. Inga underarter finns listade i Catalogue of Life.